# Тонтон
Тонтон (енгл. Taunton) је град у Уједињеном Краљевству у Енглеској. Према процени из 2007. у граду је живело 61.373 становника.

## Становништво
Према процени, у граду је 2008. живело 61.373 становника.
| 1981.  | 1991.  | 2001.  |
| ------ | ------ | ------ |
| 47.793 | 55.855 | 58.241 |

## Партнерски градови
- Лизје
- Кенигслутер ам Елм
- Тонтон